# Steirischer Fanghaft
Der Steirische Fanghaft (Mantispa styriaca) ist ein Netzflügler aus der Familie der Fanghafte (Mantispidae). Zusammen mit dem nah verwandtem Verwechselten Fanghaft (Mantispa aphavexelte) ist er eine der beiden in Mitteleuropa vorkommenden Arten der Familie.

## Merkmale

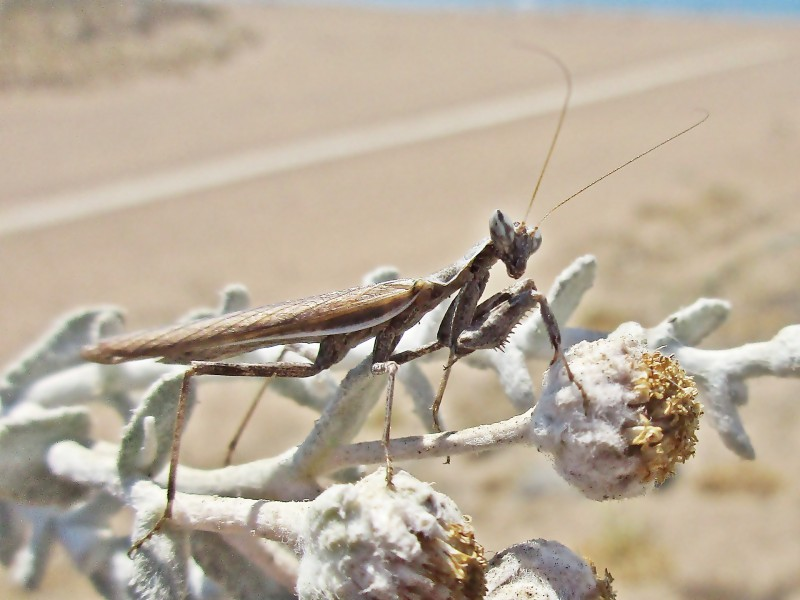
Der Steirische Fanghaft ähnelt Fangschrecken, etwa dieser männlichen Kleinen Fangschrecke.

Der Steirische Fanghaft erreicht eine Körperlänge von 15 bis 35 Millimetern. Sein Körperbau entspricht dem anderer Fanghafte, womit auch er entfernt an die nicht näher verwandten Fangschrecken erinnert. Er ist aber wesentlich kleiner als die meisten Vertreter dieser Ordnung. Gemeinsamkeiten sind der stark verlängerte Thorax, der dreieckige Kopf und die Anordnung der Beine einschließlich des bedornten und zu Fangbeinen umgestalteten ersten Beinpaars. Auch sitzen die großen und gut entwickelten Augen an den beiden oberen Ecken des Kopfes, sind aber wie bei anderen Netzflüglern metallisch schimmernd. Die Fangbeine sind anders als bei Fangschrecken in Ruhelage nicht unter dem Thorax, sondern dahinter positioniert. Ein weiterer Unterschied ist die Länge der Fühler, die bei den Fangschrecken deutlich länger ist. Der Aufbau der Flügel ist überwiegend mit dem anderer Netzflügler identisch. Die Grundfärbung des Steirischen Fanghaftes ist braun.

## Vorkommen
Der Steirische Fanghaft bewohnt besonders das Mittelmeergebiet. Nördlich endet das Verbreitungsgebiet wohl in Österreich, wo die Art u. a. die Steiermark bewohnt, was ihr auch ihre deutsche Bezeichnung einbrachte. Weitere Vorkommen in klimatisch günstigen Zonen werden vermutet. Der Steirische Fanghaft ist eine wärmeliebende Art und bewohnt in derartigen Habitaten die Vegetation, darunter Gebüsche.

## Lebensweise

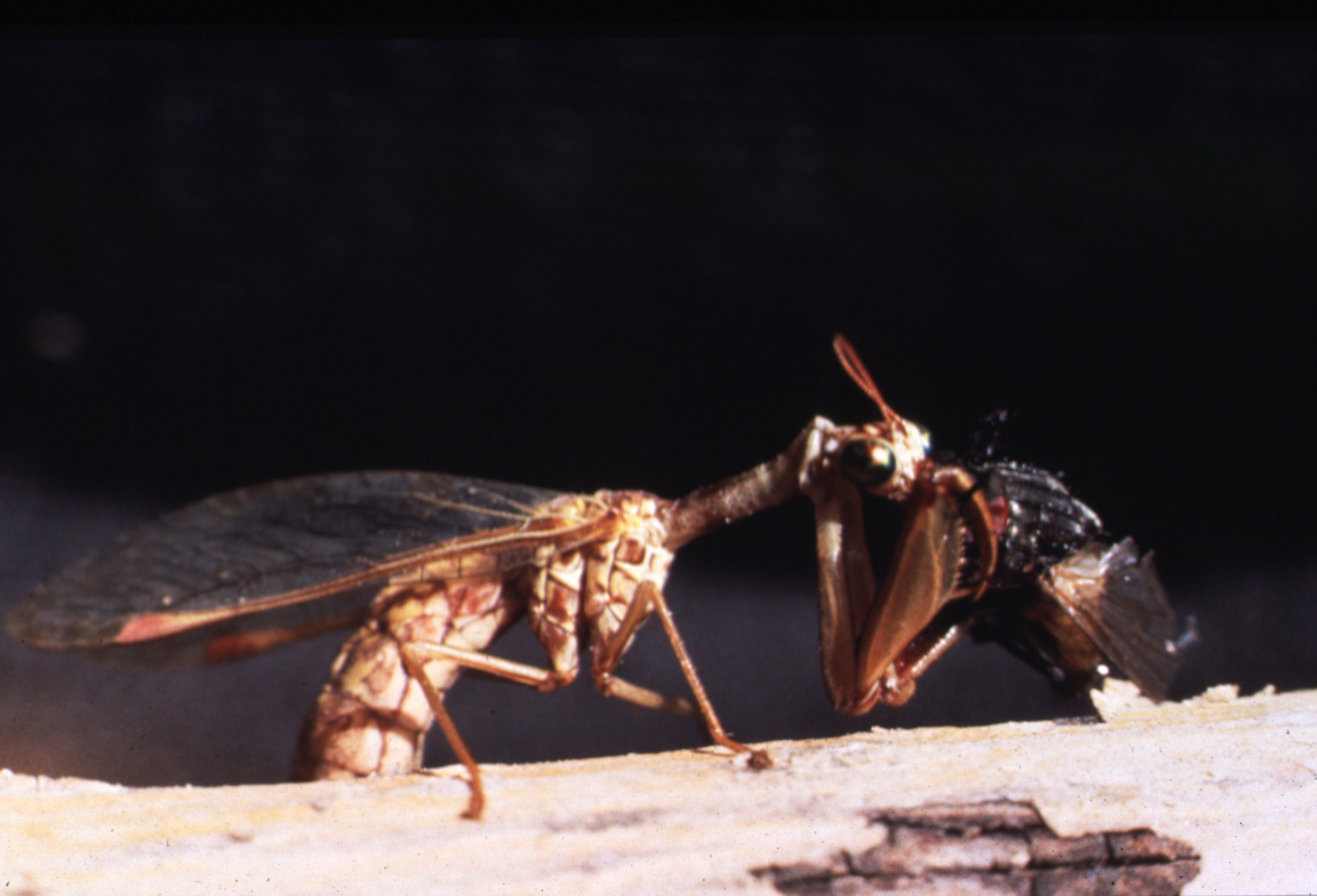
Steirischer Fanghaft mit erbeuteter Fliege

Der Steirische Fanghaft ist sowohl tag- als auch nachtaktiv. Er hält sich meist an der Unterseite von Laubblättern auf. Mit den bedornten Fangbeinen werden ebenso wie bei Fangschrecken Beutetiere blitzschnell erbeutet.

### Fortpflanzung
Der Steirische Fanghaft ist von Juni bis August vorzufinden. Einige Zeit nach der Paarung legt das Weibchen auf Stielen sitzende Eier an Baumrinde ab, deren hohe Stückzahl bis zu 8.000 betragen kann. Die geschlüpfte Larve nimmt zuerst keine Nahrung auf. Sie überwintert und häutet sich im Frühjahr. Anschließend beginnt auch hier die für Fanghafte typische parasitoidische Entwicklung, im Falle des Steirischen Fanghaftes bei Wolfsspinnen. Die Larve versucht in den Eikokon einer Wolfsspinne einzudringen, was durch die Tatsache, dass Wolfsspinnen Brutpflege betreiben und ihren Kokon verteidigen, erschwert wird. Vermutlich ist die Gelegezahl des Fanghaftes deswegen derart hoch. Die Larve ernährt sich von den geschlüpften Spinnen und verändert wie die Larven anderer Fanghafte ihre Gestalt im Laufe der Zeit zu einem kurzbeinigen und madenartigen Erscheinungsbild. Die Larve verpuppt sich im Frühjahr in dem von der Spinne getragenen Kokon und verlässt diesen nach etwa vier Wochen als Nymphe, ehe sich diese zum adulten Fanghaft häutet.

## Systematik und Nomenklatur
Erstbeschreiber Nikolaus Poda von Neuhaus veröffentlichte 1761 in Graz sein Werk Insecta Musei Graecensis. Es ist das erste rein entomologische Werk, das vollständig der Nomenklatur von Carl von Linné folgte, nur drei Jahre nach dem Erscheinen der 10. Auflage von Linnés grundlegendem Werk Systema naturae. In Podas Buch wurde auch der  Steirische Fanghaft unter dem Artnamen Raphidia styriaca beschrieben. 1775 beschrieb Johann Christian Fabricius in seinem Werk Systema Entomologia die Art  Mantispa pagana, die leicht als Podas früher beschriebene Raphidia styriaca zu identifizieren ist. Die Bezeichnung Mantispa pagana etablierte sich recht schnell und wird teilweise auch noch heute als Synonym benutzt. Die heute gebräuchliche Bezeichnung Mantispa styriaca wurde schließlich durch Herbert Hölzel in Anlehnung an die Bezeichnung Podas aufgegriffen.

## Galerie

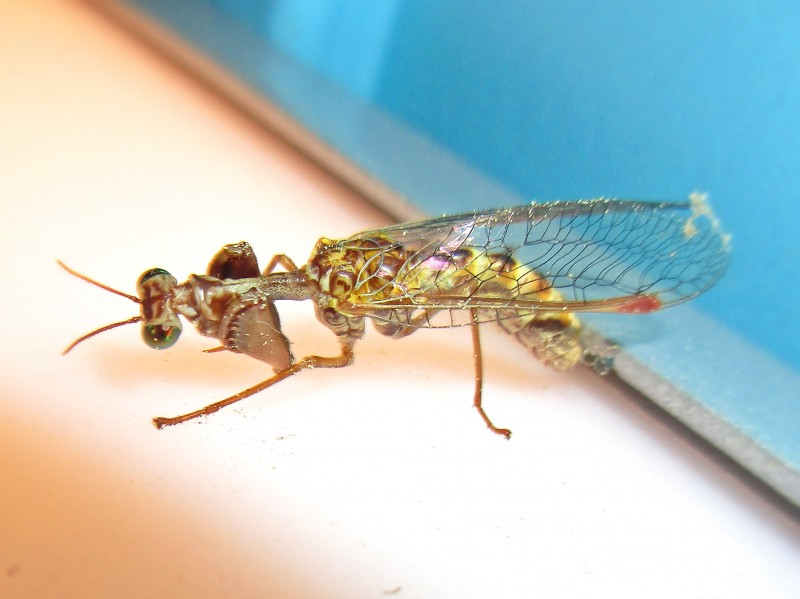
Draufsicht
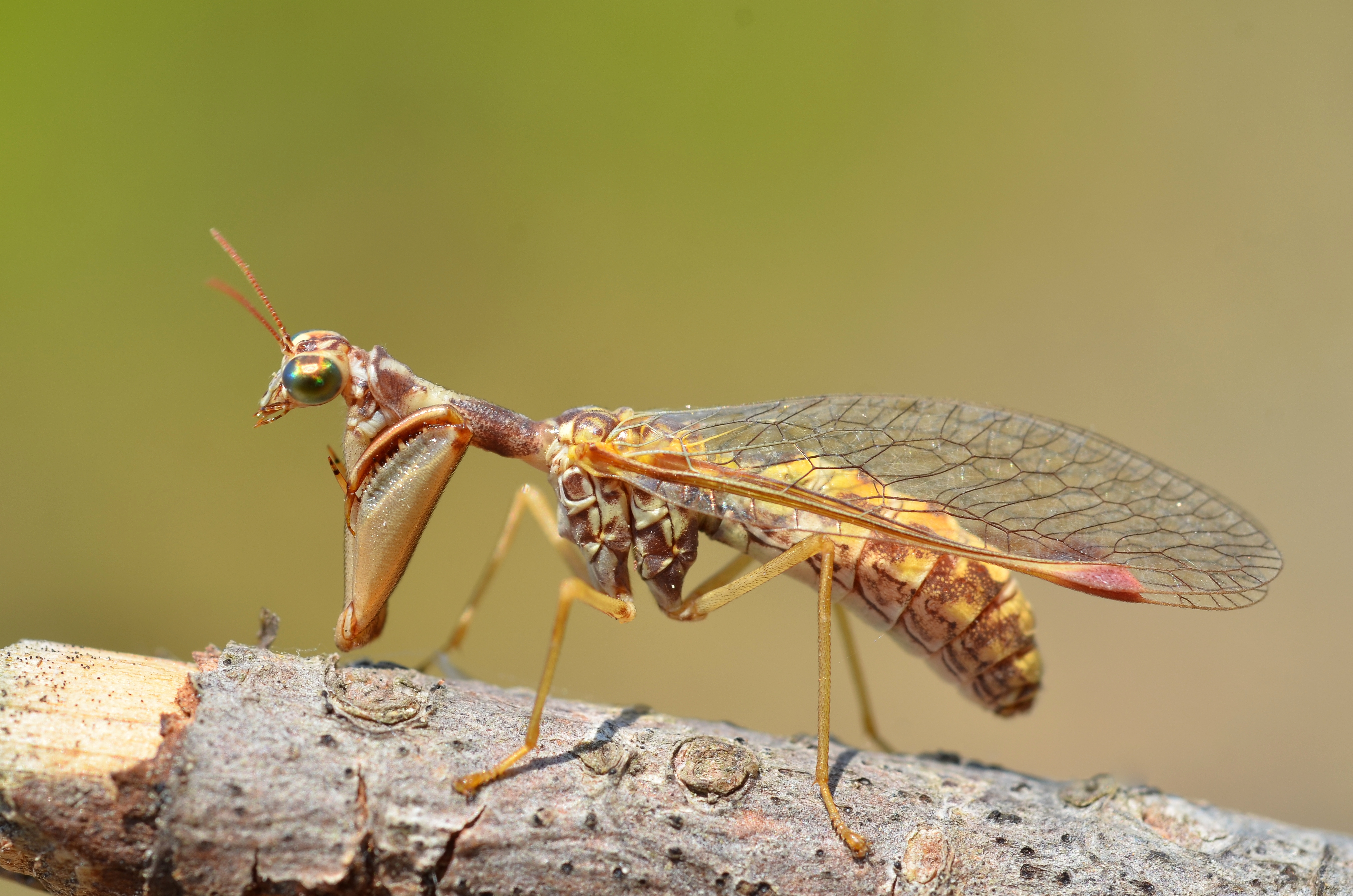
Lateralsicht
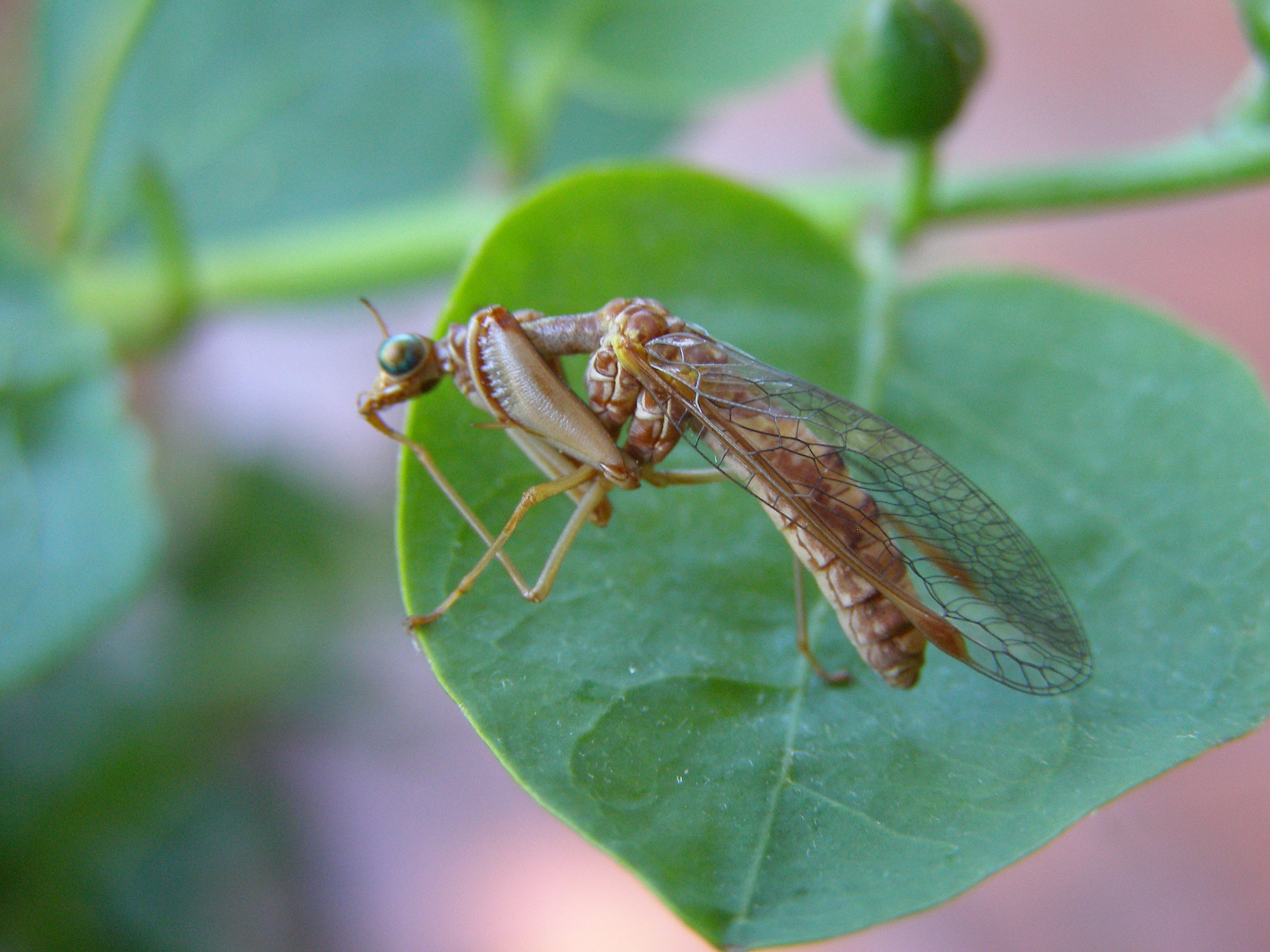
Sich putzender Steirischer Fanghaft auf einem Kapernblatt